# Ivanovo, Haskovo
Ivanovo (în bulgară Иваново ) este un sat  în Obștina Harmanli, Regiunea Haskovo, Bulgaria.

## Demografie
Componența etnică a satului Ivanovo
     Nicio identificare (100%)
     Altele (0%)
La recensământul din 2011, populația satului Ivanovo era de 354 locuitori. . Pentru 100,0% din locuitori nu este cunoscută apartenența etnică.